# Illa de Fraser
L'illa de Fraser està situada a la costa sud de l'estat de Queensland (Austràlia), aproximadament es troba a 200 km al nord de Brisbane, fa 122 km de llarg i és l'illa de sorra més gran del planeta amb 1.840 km². És l'illa més gran de Queensland, la sisena més gran d'Austràlia i la més gran de tota la costa est del país. Forma part de la Fraser Coast Region (que uneix dos Patrimonis de la Humanitat: l'illa de Fraser i la Gran Barrera de Corall) i del Parc Nacional Great Sandy. El 1992 va ser declarada Patrimoni de la Humanitat per la UNESCO.
La gran riquesa natural confereix a l'illa una bellesa extraordinària: hi ha selves pluvials, boscos d'eucaliptus i de mangles, dunes de sorra, landes costaneres i pantans de torba i de wallum, un tipus de matoll característic de l'ecosistema australià. També hi ha un petit nombre de mamífers i un ventall ampli d'ocells, rèptils i amfibis, inclòs el cocodril marí, que hi apareix de manera esporàdica.
L'illa està feta de sorra, que s'ha anat acumulant durant 750.000 anys sobre una base rocosa volcànica que permet que s'hi acumuli el sediment d'un fort corrent marí proper a la costa. A diferència de moltes dunes de sorra, la vida vegetal hi és abundant gràcies als fongs micorriza que hi ha a l'arena; alliberen nutrients d'una manera que les plantes poden absorbir.

## Geografia
L'illa de Fraser està separada del continent australià pel Great Sandy Strait (Gran Estret Sorrenc). La punta sud, prop del poble Tin Can Bay, està situada al nord de la península Inskip. El punt que es troba més al nord de l'illa és el Sandy Cape (cap Sandy), on el far que hi ha va funcionar del 1870 al 1994. L'establiment del far va ser el primer assentament europeu a l'illa. La ciutat més propera a l'illa de Fraser és Hervey Bay, tot i que les ciutats Maryborough i Bundaberg també s'hi troben a prop.
El riu Eli Creek és el més gran de la costa est de l'illa, amb un cabal de vuitanta milions de litres per dia, i gaudeix d'una vida salvatge única i diversa. El riu Coongul Creek, a la costa oest, té un cabal de quatre a cinc milions de litres per hora.

## Fauna
Els ocells són la forma de vida animal més abundant i n'hi ha més de 350 espècies diferents. En particular, és un lloc important pels ocells migratoris limícoles, que s'hi aturen per descansar durant els vols llargs que fan entre el sud d'Austràlia i les seves zones de reproducció a Sibèria. Un ocell d'especial interès és el Ground Parrot, que es troba en perill d'extinció. Altres tipus d'ocells que s'hi poden veure són àguiles marines, falcons pelegrins, àguiles peixateres, milans, pelicans, estèrnids, menjamels, gavines, alcedínids, grues grises australianes i cacatues, entre d'altres.

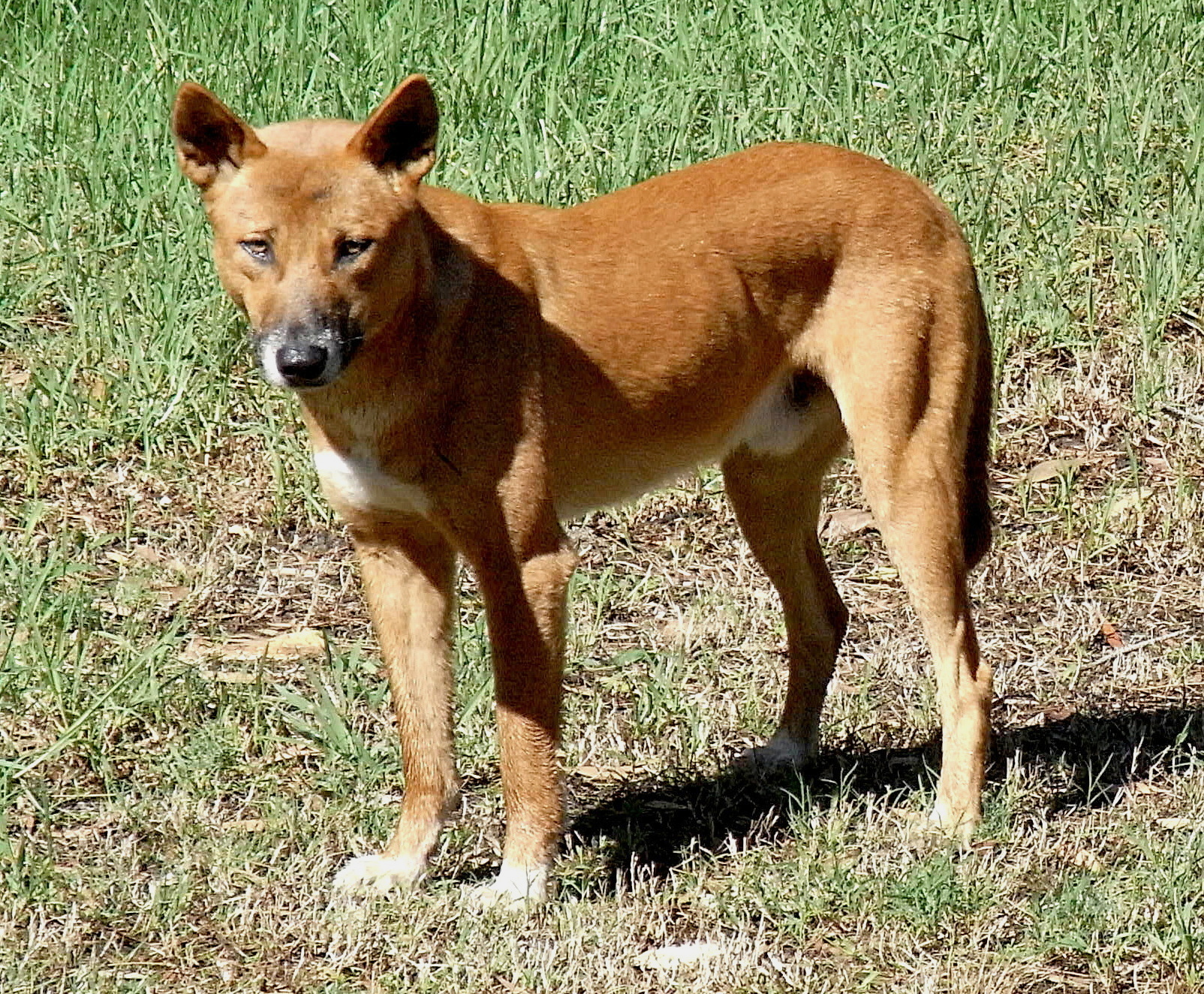
Un dingo

Quant als mamífers, n'hi ha pocs i el nombre d'espècies se situa entre les 25 i 50; algunes d'aquestes són ualabis cuanegres, equidnes, utes, petaures del sucre, petaures esquirol, cangurs rata, etc. Els dingos van ser-hi freqüents, però ara el seu nombre està disminuint; pel que sembla, són l'única raça pura de dingos de la costa est d'Austràlia i, per evitar races híbrides, els gossos estan prohibits a l'illa. De rèptils i d'amfibis, també n'hi habiten una gran diversitat d'espècies i, de rèptils, se n'han registrat 74 de diferents. Així doncs, hi ha serps, escíncids, granotes o tortugues Emydura, entre d'altres.
Entre les espècies que es poden trobar a les aigües circumdants hi ha dugongs i tortugues marines, i els taurons blanc, camús i tigre. Cetacis, com la iubarta, i dofins, són altres animals que visiten habitualment l'illa.

## Flora

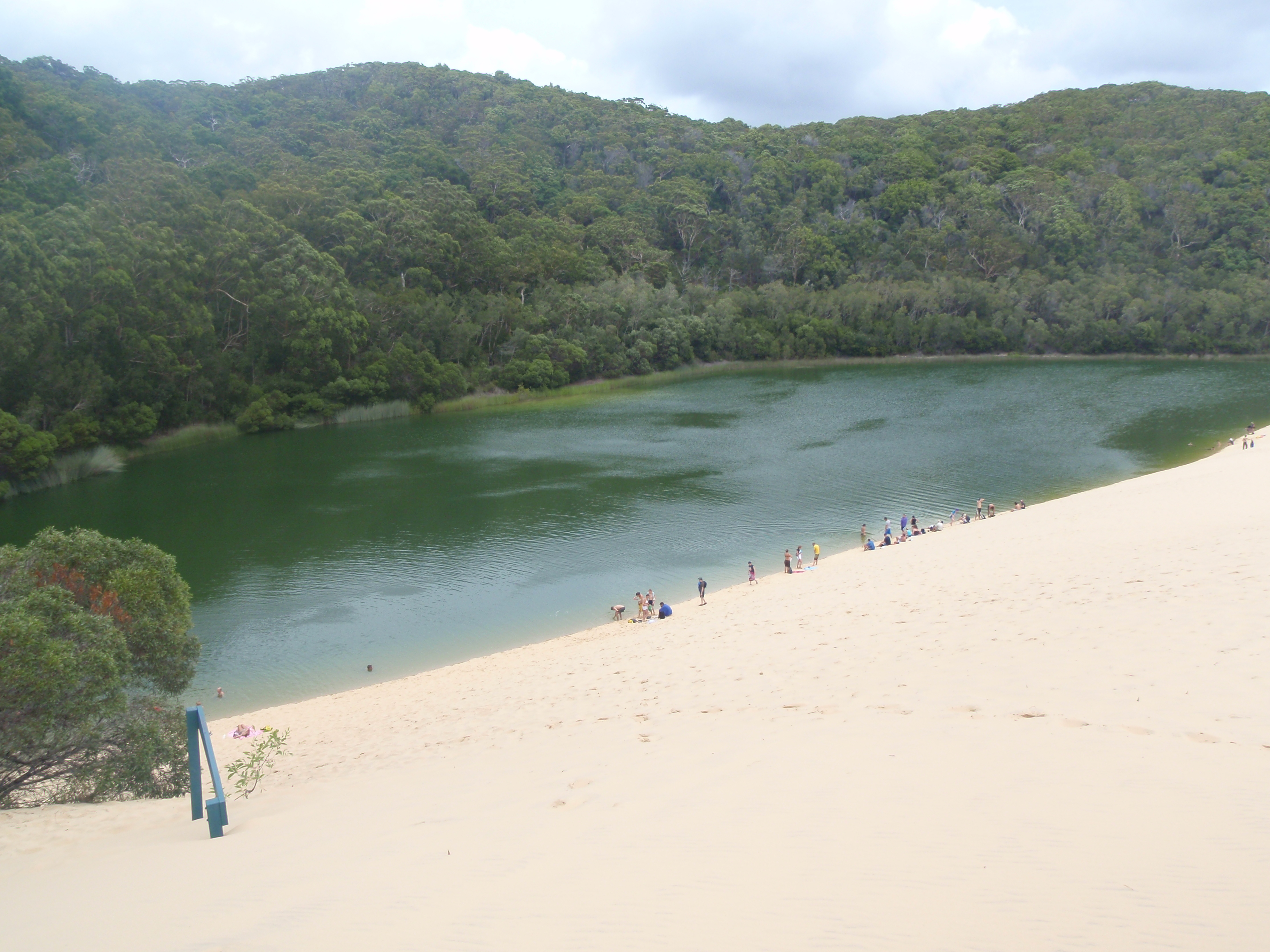
Llac Wobby

La flora de l'illa de Fraser és única i diversa. Hi creixen més de 865 espècies de plantes diferents, algunes de les quals són pròpies de l'illa, i és l'únic lloc del món on de la sorra creixen selves pluvials amb arbres alts (fins a 50 metres d'alçària). Al litoral, les plantes halòfiles, com els bàlsams, dominen les dunes. També hi ha manglars, sobretot al sud-est de l'illa.
Si es travessa l'illa d'est a oest, l'edat de les dunes augmenta, cosa que provoca una maduresa progressiva de la vegetació en la mateixa direcció, excepte en algunes àrees de la costa oest, on la lixiviació del sòl ha provocat que disminueixi la capa de nutrients fins a una profunditat en què les arrels de les plantes no poden arribar.

## Història
Anomenada K’gari (‘paradís') pels habitants indígenes Badtjala, les restes i els estudis arqueològics revelen que els australians indígenes van ocupar l'illa de Fraser fa com a mínim 5.000 anys, tot i que és possible que més recerca arqueològica pogués indicar que l'illa ja havia sigut ocupada abans. 

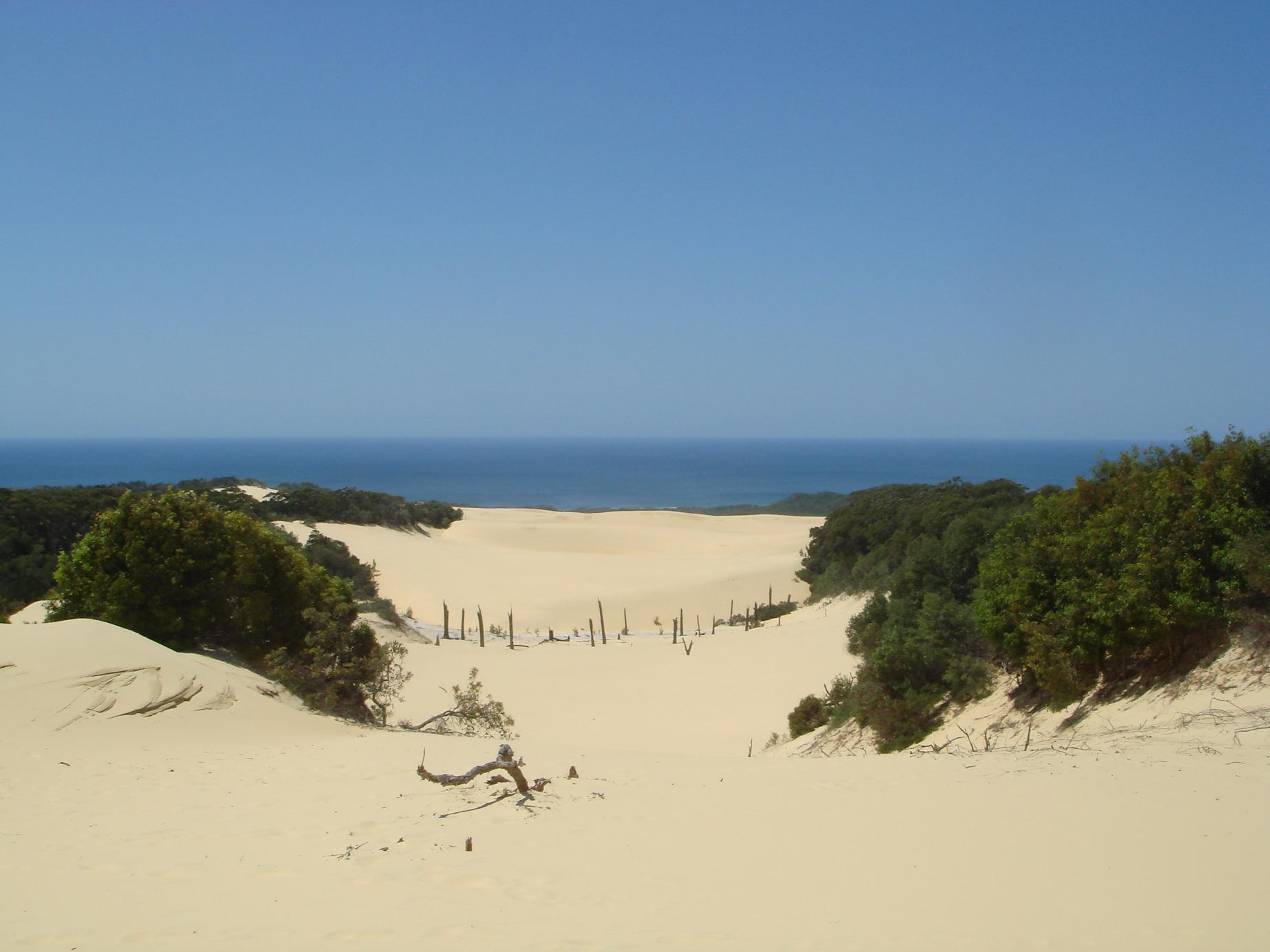
Dunes de sorra de l'illa

L'arribada i l'assentament dels colonitzadors europeus al voltant del 1840 va ser catastròfica pels Badtjala; van abatre l'estil de vida aborigen amb armes, malalties i manca de menjar. L'any 1890, el nombre d'indígenes s'havia reduït a tan sols 300 i la majoria d'aquests indígenes que va sobreviure, de la tribu Badtjala, va haver d'abandonar l'illa el 1904.
El 1971, la meitat nord de l'illa va ser declarada parc nacional, però l'àrea protegida es va ampliar el 1992, quan l'illa va ser declarada Patrimoni de la Humanitat. Actualment la major part de l'illa forma part del Parc Nacional Great Sandy, administrat per la Environmental Protection Agency (Agència de Protecció del Medi Ambient) de Queensland. Excepte algunes àrees urbanes petites, l'illa està protegida per una declaració Wild Rivers (Rius Salvatges), que garanteix que els rius es mantinguin completament en el seu estat natural.
Es calcula que a l'illa hi ha fins a 500 jaciments arqueològics indígenes i força espais de significat social i espiritual. Els jaciments, objectes dispersos, xarxes de pesca i arbres que els falta algun tros d'escorça són testimoni de la vida dels habitants originals de l'illa.

## VaixellMaheno
Un punt d'especial interès són les restes del vaixell naufragat S.S. Maheno, que es troben a la platja del municipi Happy Valley. El Maheno va ser construït a Escòcia el 1905 amb la funció de servir de vaixell de passatgers de luxe per creuar el mar de Tasmània. Això no obstant, durant la Primera Guerra Mundial va funcionar de vaixell hospital en el canal de la Mànega i després va ser retornat als seus propietaris per reprendre l'activitat comercial. 

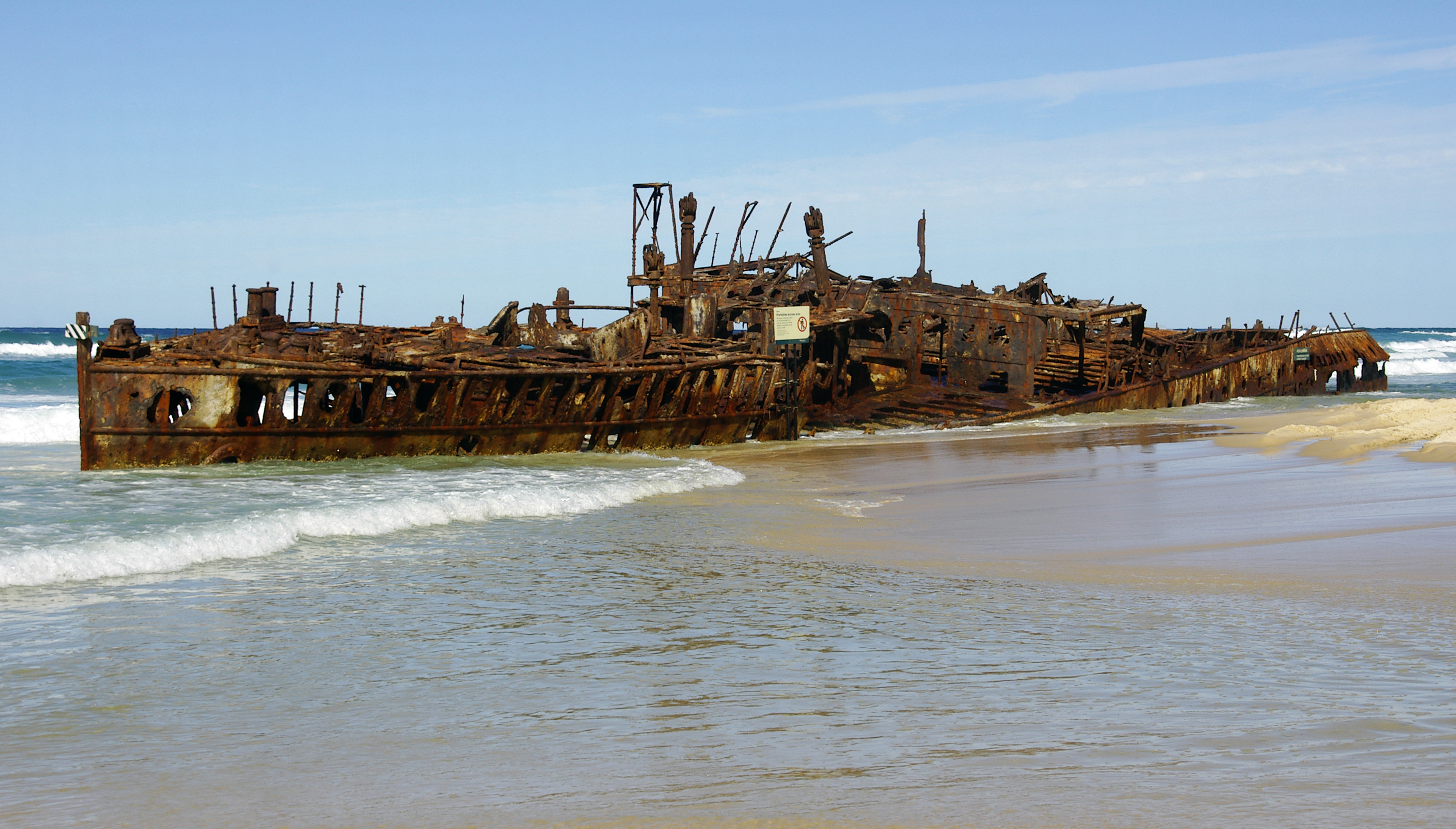
Vaixell S.S. Maheno

El 1935, el vaixell ja no oferia servei i es va vendre a un desballestador de vaixells al Japó. El 25 de juny del mateix any, quan es portava amb remolc cap a Osaka per ser desfet, un fort cicló va partir el remolc i el dia 9 del mes següent el Maheno va encallar a la costa est de l'illa de Fraser.
Durant la Segona Guerra Mundial, la Royal Australian Air Force (RAAF, Reial Força Aèria Australiana) va emprar les restes del vaixell com a objectiu de pràctiques de bombardeig, i la Fraser Commando School (FCS, Escola de Comando de Fraser), com a objectiu d'explosius de demolició.
Actualment, les restes estan molt oxidades i gairebé tres plantes i mitja estan enterrades sota la sorra. A causa del perill que això suposa, està prohibit enfilar-se a les ruïnes.

## Turisme
Es calcula que el nombre de turistes que visiten l'illa anualment se situa entre els 350.000 i els 500.000. L'oportunitat de poder veure un dingo en el seu hàbitat natural és una de les raons principals que tenen els visitants per desplaçar-s'hi. S'hi pot arribar amb ferri (n'hi ha un que surt del poble River Heads i un altre que surt de la península Inskip Point), però també amb vol xàrter des de l'aeroport Sunshine Coast.

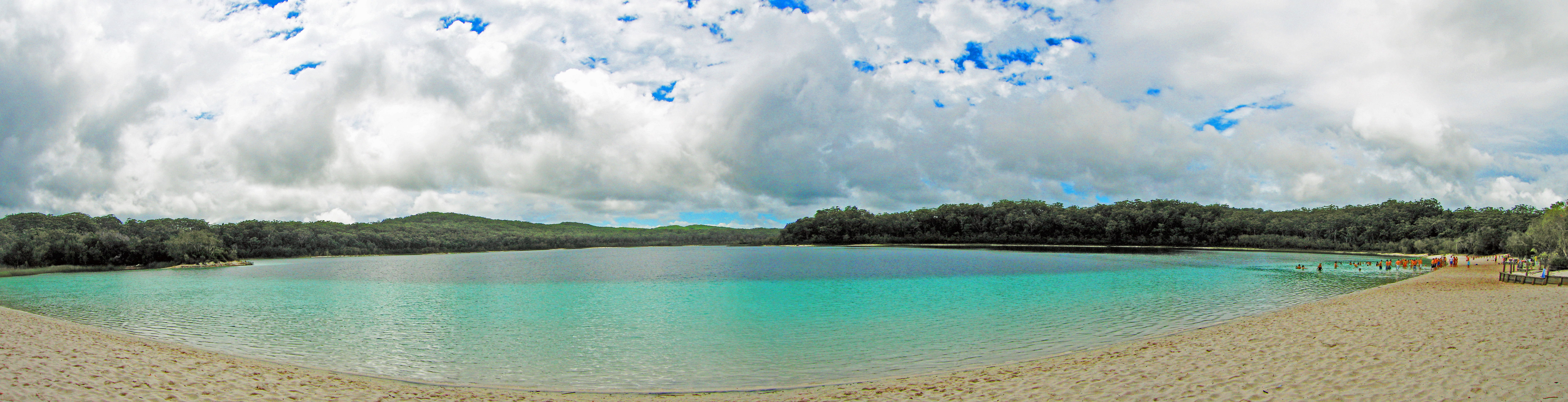
Un llac de l'illa

Per viatjar per l'illa cal un 4x4 (excepte dins l'àrea del complex turístic Kingfisher Bay). Es necessita un permís per als vehicles i s'obté per Internet a través del Department of Environment and Resource Management (Departament de Medi Ambient i Gestió de Recursos) i diversos punts de venda al poble de Rainbow Beach. Diverses empreses ofereixen el servei de lloguer de vehicles 4x4. A l'illa, també hi ha busos turístics.
A part del complex turístic Kingfisher Bay, a l'illa hi ha càmpings, amb diverses instal·lacions i entrades, com Dundubara, Waddy Point, Central Station, Cornwells Break, On Tree Rocks, entre d'altres. Es necessiten permisos tant per poder acampar com per als vehicles que hi accedeixen.